# 디오스코리아 펜타필라
디오스코리아 펜타필라(Dioscorea pentaphylla, 보통 명사: fiveleaf yam)는 마과에 속하는 꽃식물 종이다. 아시아(중국, 인도, 인도차이나, 인도네시아, 필리핀 등) 동남부와 뉴기니, 북오스트레일리아에 서식한다. 음식 경작물로서 널리 경작되며 쿠바와 여러 태평양 열도(하와이 포함)에서 자생한다.
덩굴의 덩이줄기는 조리하여 섭취가 가능하다.